# Los Yungas (Bolivia)
La región de Los Yungas es una ecorregión geográfica de Bolivia, ubicada en los departamentos de La Paz, Cochabamba y Santa Cruz (región sub-andina). El WWF la considera una ecorregión denominada Yungas bolivianos que se extiende también a lo largo de los valles interandinos, en la transición entre las tierras altas de Bolivia y la Amazonía o tierras bajas.
Las localidades más importantes de esta región son Coroico, Coripata, Chulumani e Irupana. 
Es una región geográfica perteneciente al ecosistema de los Yungas situada en una estrecha franja del noreste al sur de Bolivia y se caracteriza por ser una zona húmeda, con nieblas constantes y precipitaciones abundantes, además de contener una mezcla de verdes laderas, precipicios, ríos, cascadas y una exuberante vegetación, se sitúan en la bajada de la cordillera oriental de los Andes hacia la cuenca amazónica con una altura que varía entre los 600 y los 2500 m s. n. m.. Es una de las ecorregiones más ricas del país al contener gran cantidad de especies animales y vegetales.
En los cálidos valles de Los Yungas bolivianos es frecuente que se labren terrazas (tacanas) o bancales para el cultivo de coca, café, caña de azúcar, cacao, bananas, papayas, lacayotes, lúcumas, amaranto, achupallas o bromelias, maíz etc.

## Medios de comunicación
- La empresa estatal de telecomunicaciones ENTEL ofrece servicio de telefonía celular. El sector de las empresas privadas se encuentra dividida en dos empresas de telecomunicaciones, ellas son: Nuevatel PCS más conocida como VIVA y Millicom International Cellular más conocida como TIGO. Las cuales brindan servicios de telefonía móvil y servicios de Internet. La cooperativa telefónica COTEL es la encargada de manejar parte de las comunicaciones telefonía fija.

Código de área : 2
- Las principales radios de los Yungas son: Radio Red Yungas, Radio Uchumachi y Radio Jallalla Coca.

- El principal periódico digital es Yungas Noticias (YN), y el semanario El Integrador.

## Cultura
Por extensión, etnológicamente, se ha dado el nombre de yungueños a poblaciones mixtas con orígenes melanoafricanos descendientes de los africanos esclavizados y llevados primero a trabajar en las "mita" mineras del Alto Perú durante el período colonial español y luego establecidos en los cálidos y perhúmedos valles al este de la región andina boliviana. En las regiones tropicales de los Yungas, en Bolivia, se formó el Movimiento Cultural Negro.